# Ryssglim
Ryssglim (Silene tatarica) är en nejlikväxtart som först beskrevs av Carl von Linné, och fick sitt nu gällande namn av Christiaan Hendrik Persoon. Ryssglim ingår i släktet glimmar, och familjen nejlikväxter. Enligt den finländska rödlistan är arten sårbar i Finland. Arten är reproducerande i Sverige. Artens livsmiljö är sandstränder vid sötvatten.